# Vicente Pereda
Vicente Pereda Mier (Toluca, 18 luglio 1941) è un allenatore di calcio ed ex calciatore messicano, di ruolo attaccante.

## Carriera

### Club
Durante la sua carriera ha giocato solamente con il Toluca, in cui ha militato dal 1960 al 1975.

### Nazionale
Conta varie presenze con la nazionale messicana.

## Palmarès

### Giocatore

#### Calcio

##### Competizioni nazionali
- Campionato messicano: 3

Toluca: 1966-1967, 1967-1968, 1974-1975
- Supercoppa del Messico: 2

Toluca: 1967, 1968

##### Competizioni internazionali
- CONCACAF Champions' Cup: 1

Toluca: 1968

#### Nazionale
- Giochi panamericani: 1

1967